# Право на љубав (филм)
Право на љубав (хинд. हीरोपंती) је индијски филм из 2014. године, снимљен у режији Сабир Кан. Овај филм је био деби модела Крити Санон и cина је глумца Џеки Шроф Тигар Шроф.

## Улоге
| Глумац        | Улога            |
| ------------- | ---------------- |
| Тигар Шроф    | Баблу            |
| Крити Санон   | Димпи            |
| Пракаш Раџ    | Човдари          |
| Сандипа Дар   | Рену             |
| Викрам Синг   | Раџо Фауџи       |
| Шириш Шарма   | комесар полиције |
| Џатин Сури    | Џитеш            |
| Суганда Мишра | Шалу             |